# Will Forte
Pour les articles homonymes, voir Forte.
Will Forte, né Orville Willis le 17 juin 1970 à Lafayette, en Californie, est un acteur, scénariste, humoriste et producteur américain.

## Filmographie

### Comme acteur
- 2004 : Le Tour du monde en quatre-vingts jours (Around the World in 80 Days) de Frank Coraci : Bobby, jeune
- 2006 : Beerfest : Otto
- 2007 : Les Frères Solomon (The Brothers Solomon) de Bob Odenkirk : Dean Solomon
- 2007 : Flight of The Conchords (épisode 1-11: The Actor): Ben (The actor)
- 2008 : How I Met Your Mother (Épisode 3-18: Rebound Bro): Randy
- 2009 : The League : Chuck
- 2010 : 30 Rock : Paul
- 2010 : MacGruber : MacGruber
- 2011 : Parks and Recreation (Saison 3, épisode 3) : Kelly Larson
- 2012 : Rock Forever (Rock of Ages) : Mitch Miley
- 2012 : Voisins du troisième type (The Watch) : Serge Bressman
- 2012 : Les Bio-Teens : Eddie (Voix)
- 2012 : That's My Boy : Phil
- 2013 : Nebraska d'Alexander Payne : David Grant
- 2013 : L'Île des Miam-nimaux : Tempête de boulettes géantes 2 : Chester V (voix)
- 2014 : Life of Crime de Daniel Schechter : Marshall Taylor
- 2015 : Don Verdean : Pasteur Fontaine
- 2015 : Sept jours en enfer de Jake Szymanski : Sandy Pickard
- 2015 : Broadway Therapy de Peter Bogdanovich : Joshua Fleet
- 2015-2018 : The Last Man on Earth : Phil Miller
- 2015 : The Ridiculous 6 de Franck Coraci : Will Patch, chef des "Borgnes To Be Alive"
- 2015 : clip d'ouverture de cérémonie des Emmy Awards : inspecteur Javert[réf. nécessaire]
- 2016 : Keanu de Peter Atencio : Hulka
- 2017 : Pharmacy Road de Jake Szymanski : enquêteur français
- 2018 : Une drôle de fin de David Wain : Doug Kenney
- 2019 : Good Boys de Gene Stupnitsky : le père de Max
- 2019 : The Laundromat : L'Affaire des Panama Papers (The Laundromat) de Steven Soderbergh : un gringo
- 2019 : Extra Ordinary de Mike Ahern et Enda Loughman : Christian Winter
- 2020 : Scooby ! (Scoob!) de Tony Cervone : Sammy Rogers (voix)
- 2020 : La Famille Willoughby (The Willoughbys) de Kris Pearn (voix)
- 2021 : America : Le Film (America: The Motion Picture) de Matt Thompson : Abraham Lincoln (voix)
- 2021 : Sweet Tooth (série télévisée) de Jim Mickle : Richard « Pubba », le père de Gus
- 2024 : Thelma la licorne (Thelma the Unicorn) de Jared Hess et Lynn Wang : Otis (voix)
- 2025 : Baby Bluff de Tyler Spindel : Josh Lewis
- 2025 : Les Quatre Saisons de Tina Fey, Lang Fisher (en) et Tracey Wigfield (en) : Jack Burroughs
- 2026 : Coyote vs. Acme de Dave Green : Kevin Avery

### Comme scénariste
- 1996 : Troisième planète après le Soleil ("3rd Rock from the Sun") (série télévisée)
- 1999 : Action ("Action") (série télévisée)
- 2001 : Castaway Dick (TV)
- 2002 : Panic Room with Will Ferrell (TV)
- 2007 : Les Frères Solomon (The Brothers Solomon) de Bob Odenkirk : Dean Solomon
- 2008 : Extreme Movie d'Adam Jay Epstein et Andrew Jacobson

### Comme producteur
- 1998 : That '70s Show ("That '70s Show") (série télévisée)

## Distinctions
- National Board of Review Awards 2013 : meilleur acteur dans un second rôle pour Nebraska

## Voix françaises
En France, Laurent Morteau est la voix française régulière de Will Forte.
| - Laurent Morteau dans : - 30 Rock (série télévisée) - Parks And Recreation (série télévisée) - Rock Forever - Crazy Dad - Voisins du troisième type - Nebraska (version cinéma et DVD) - La Grande Aventure Lego (voix) - Don Verdean - Booksmart - Sweet Tooth (série télévisée) - Sausage Party : Bouff'land (en) (voix) - Baby Bluff (en) - Damien Ferrette dans : - Une drôle de fin - La Famille Willoughby (voix) - America, le film (voix) | - Christophe Lemoine dans : - Les Frères Solomon - Ruby, l'ado Kraken (voix) Et aussi - Philippe Siboulet dans How I Met Your Mother (série télévisée) - David Mandineau dans The League (série télévisée) - Alessandro Bevilacqua dans Les Bio-Teens (voix, série télévisée) - Emmanuel Lemire dans Nebraska (version télévisée) - Pierre-François Pistorio dans L'Île des Miam-nimaux : Tempête de boulettes géantes 2 (voix) - Olivier Augrond dans Broadway Therapy - Boris Rehlinger dans The Ridiculous 6 - Antoine Nouel dans The Last Man on Earth (série télévisée) - Nicolas Dubois dans Keanu - Éric Missoffe dans Scooby ! (voix) - Emmanuel Gradi dans Scott Pilgrim prend son envol (voix) - Emmanuel Garijo dans Thelma la licorne (voix) - Emmanuel Curtil dans Les Quatre Saisons (mini-série) |